# Nuomici
El nuomici es un tipo de pastel chino, muy común en Hong Kong. También puede encontrarse en muchas panaderías de barrios chinos de todo el mundo. A veces se alude a él como dumpling de arroz glutinoso.
Consiste en una bola de arroz glutinoso que se espolvorea con coco seco por fuera. La capa exterior se elabora con masa de harina de arroz y el interior se rellena típicamente con ingredientes dulces. Los rellenos más típicos son: azúcar con coco y cacahuete picado, anko y pasta de semilla de sésamo negra.